# Comphotis sinuata
Comphotis sinuata är en fjärilsart som beskrevs av Hans Ferdinand Emil Julius Stichel 1925. Comphotis sinuata ingår i släktet Comphotis och familjen Riodinidae. Inga underarter finns listade i Catalogue of Life.